# Ping-O-Tronic
Ping-O-Tronic (viết cách điệu trên logo là ping • o • tronic và còn gọi là Zanussi Ping-O-Tronic hoặc Sèleco Ping-O-Tronic) là một hệ máy chơi trò chơi điện tử tại gia chuyên dụng thế hệ đầu tiên do hãng Zanussi, một công ty chuyên về thiết bị gia dụng của Ý, sản xuất và được phát hành dưới thương hiệu Sèleco của họ vào cuối năm 1974 chỉ duy nhất tại nước Ý. Đây là hệ máy chơi game đầu tiên của Ý, không bao gồm hàng nhập và bản sao Magnavox Odyssey.
Ping-O-Tronic xuất hiện dưới dạng một hộp nhựa màu cam và trắng kèm theo nút bấm. Logic điều khiển dựa trên ba chip 7400. Những tựa game có thể sử dụng được chỉ có mỗi ba trò tương tự: Pong, Squash/Solo và Automatic/Attract. Trò cuối cùng là tựa game duy nhất không cần người chơi và được các cửa hàng dùng để biểu dương cho hệ máy này mà không cần ai chơi thử.
Có một số phiên bản của Ping-O-Tronic, đều được đánh dấu bằng các từ viết tắt PP-1 đến PP-10. Bắt đầu từ PP-5, có một khe cắm mới giúp kết nối súng quang học để chơi một game ngắm bắn mới. Phụ kiện này được gọi là Gun-O-Tronic (viết cách điệu thành gun • o • tronic). Hệ máy chơi game duy nhất khác có tiếng vang vào thời điểm đó cho phép người dùng chơi những game nhắm bắn mục tiêu là Magnavox Odyssey và Philips Tele-Game ES 2201.
Ngày 21 tháng 4 năm 1975, Zanussi nhận được giấy phép hoàn thiện Pong từ hãng Sanders Associates.

## Play-O-Tronic

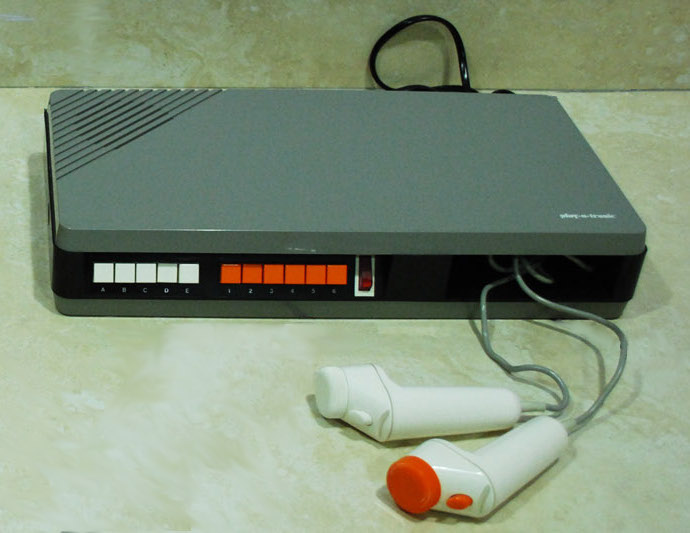
Play-O-Tronic

Năm 1977, Zanussi cho sản xuất và bán một mẫu máy chơi game giống hệt Pong mới được gọi là Play-O-Tronic (viết cách điệu thành play • o • tronic và còn gọi là Zanussi Play-O-Tronic hoặc Sèleco Play-O-Tronic). Không giống như Ping-O-Tronic, được chế tạo bằng các thành phần rời rạc, Play-O-Tronic được chế tạo từ một chip đơn AY-3-8500.
Hệ máy này còn được công ty đặt hàng qua bưu điện của Đức là Quelle bày bán ở Đức với tên gọi Universum TV Multi-Spiel (viết cách điệu thành UNIVERSUM TV Multi-Spiel). Có kèm theo nguồn điện tích hợp cùng với Multi-Spiel.

## Doanh thu
Zanussi theo tin tức cho biết đã bán được 21.514 chiếc Play-O-Tronic từ ngày 1 tháng 10 năm 1977 đến ngày 31 tháng 12 năm 1977 và kiếm được tổng cộng 620.408.000 lira Ý (127.782.334 đô la), trong đó 5,5%, 34.122.440 lira (7.028.028 đô la) là cho Sanders Associates.
Tính đến năm 1983, hãng đã bán được khoảng 1 triệu máy của cả Ping-O-Tronic và Play-O-Tronic.